# Зеленокрылый ара
Зеленокрылый ара (лат. Ara chloroptera) — птица семейства попугаевых.

## Внешний вид
Крупный попугай; длина тела 78—90 см, хвоста 31—47 см; вес 950—1700 г. Очень похож на красного ару, но отличается от него более изящным телосложением и отсутствием жёлтого цвета в оперении. Имеет красивую, яркую окраску. Основной цвет тёмно-красный, крылья сине-зелёные. Щёки не оперённые белого цвета, голое лицо украшают маленькие красные перья, расположенные в несколько рядов. Хвост и надхвостье синие. Надклювье соломенного цвета с чёрным кончиком, а подклювье сернисто-чёрного цвета.

## Распространение
Обитает в Панаме, Колумбии, Венесуэле, Бразилии, Аргентине и ряде других стран Южной Америки.

## Образ жизни
Населяют высокоствольные тропические леса, как в равнинных, так и в горных областях. Держатся птицы обычно парами. Ведут себя осторожно, их трудно заметить в листве деревьев. Хорошо летают, развивая скорость до 60 км/ч. Обладают отличным зрением и слухом. Хорошо лазают по деревьям. Активны в светлое время суток, а в жаркие часы отдыхают в кроне деревьев.
Питаются растительной пищей, в основном орехами пальм. Ежедневно летают на речные илистые отмели, где облизывают красную глину. До сих пор точная причина такого поведения не установлена. Предполагают, что таким образом птицы нейтрализуют токсины, содержащиеся в неспелых плодах. Иногда наносят значительный ущерб кукурузным плантациям.

## Размножение

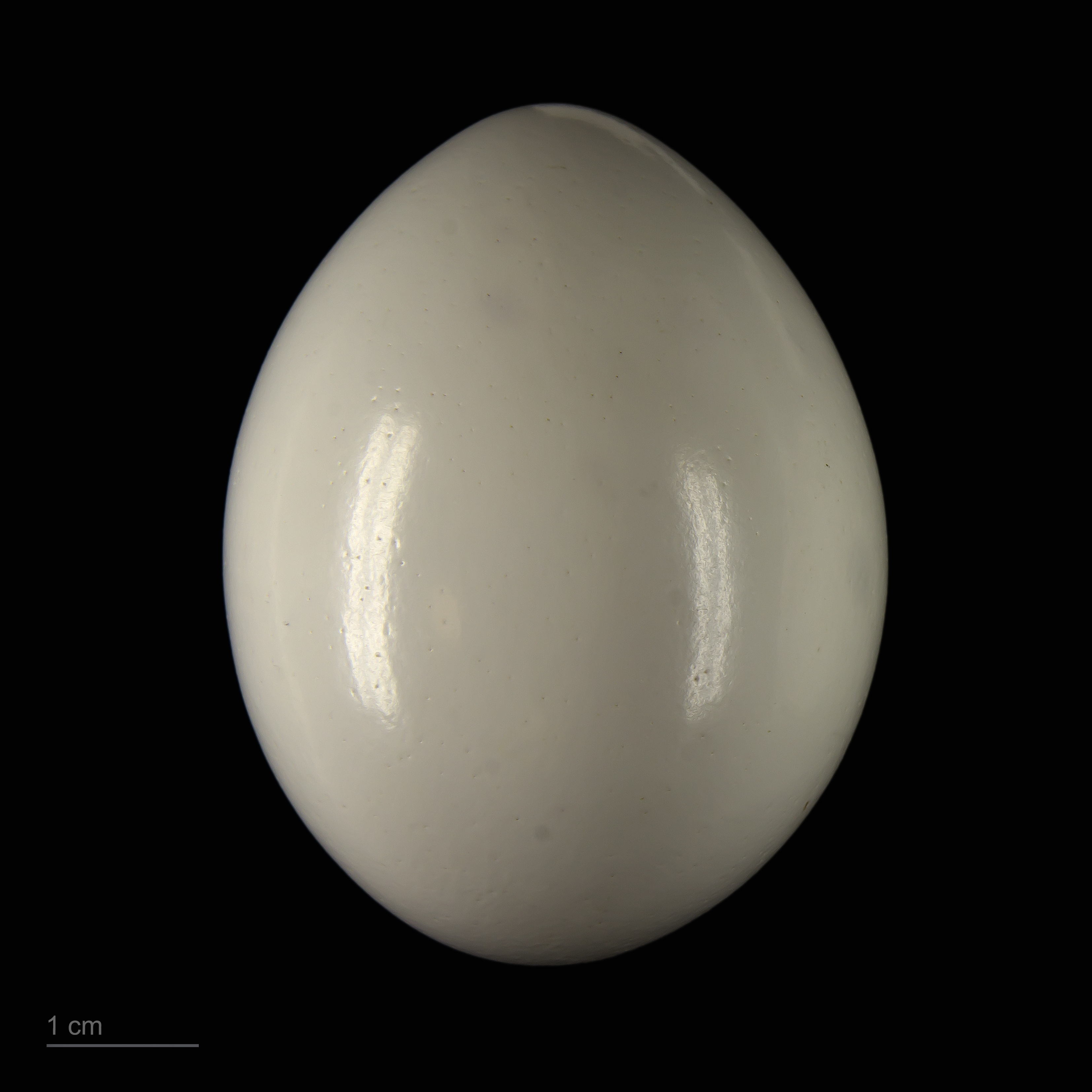
Яйцо Ara chloropterus — Тулузский музеум

Гнездятся в дуплах старых деревьев и часто доводят дупло до необходимых размеров при помощи своего клюва. Гнездовой подстилки в таком дупле нет. В кладке обычно 2—3 яйца. Насиживание длится 29 дней.

## Содержание
Довольно спокойные птицы, нередко их содержат в домашних условиях, в которых они чувствуют себя хорошо. Могут заучивать и говорить отдельные слова и целые фразы. Продолжительность жизни 30—50 лет. В зоопарках и при вольерном содержании иногда размножаются, известен случай гибридизации с красным ара, что доказывает близкое родство этих видов.